# Cuenca Freundlich-Sharonov
Freundlich-Sharonov es una cuenca de impacto Pre-Nectárica situada en la cara oculta de la Luna. Su nombre hace referencia a dos cráteres más recientes, Freundlich en el margen noroeste y Sharonov hacia el margen del suroeste. Se halla al este de la cuenca del Mare Moscoviense y al noroeste de la cuenca del cráter Korolev.
Este elemento no es muy visible en las fotografías lunares, por lo que se caracterizó a partir del análisis detallado de fotografías del Lunar Orbiter. En el centro contiene un pequeño mare, el Lacus Luxuriae, justo al sur del cráter alargado Buys-Ballot.
También en el centro aparece una concentración de masa  (mascon), con un valor alto del campo gravitatorio local.  Este mascon fue el primero identificado por los dispositivos Doppler de la nave espacial Lunar Prospector.
Otros cráteres dentro de la cuenca son Anderson, Virtanen, Zernike, Dante, y el más pequeño Šafařík. Morse y Spencer Jones están en sus márgenes.

## Imágenes

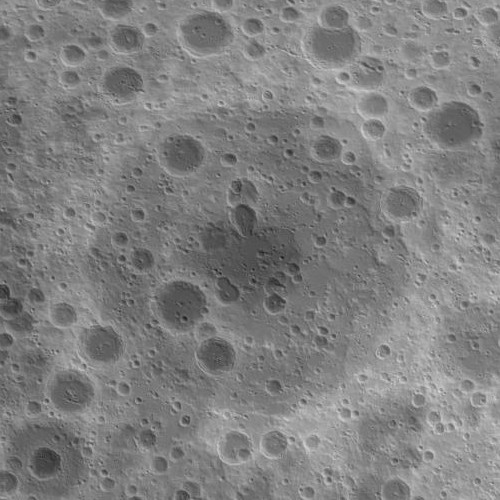
Mapa Topográfico
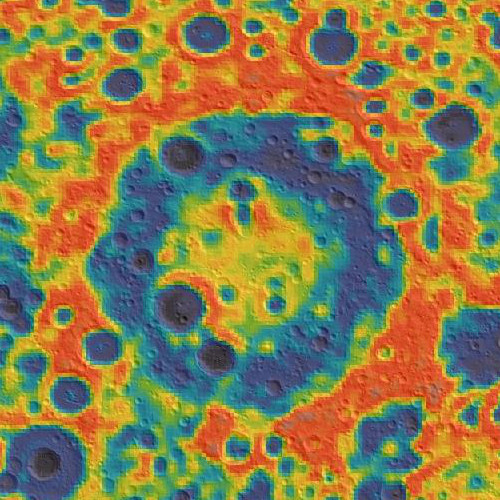
Mapa de gravedad basado en GRAIL
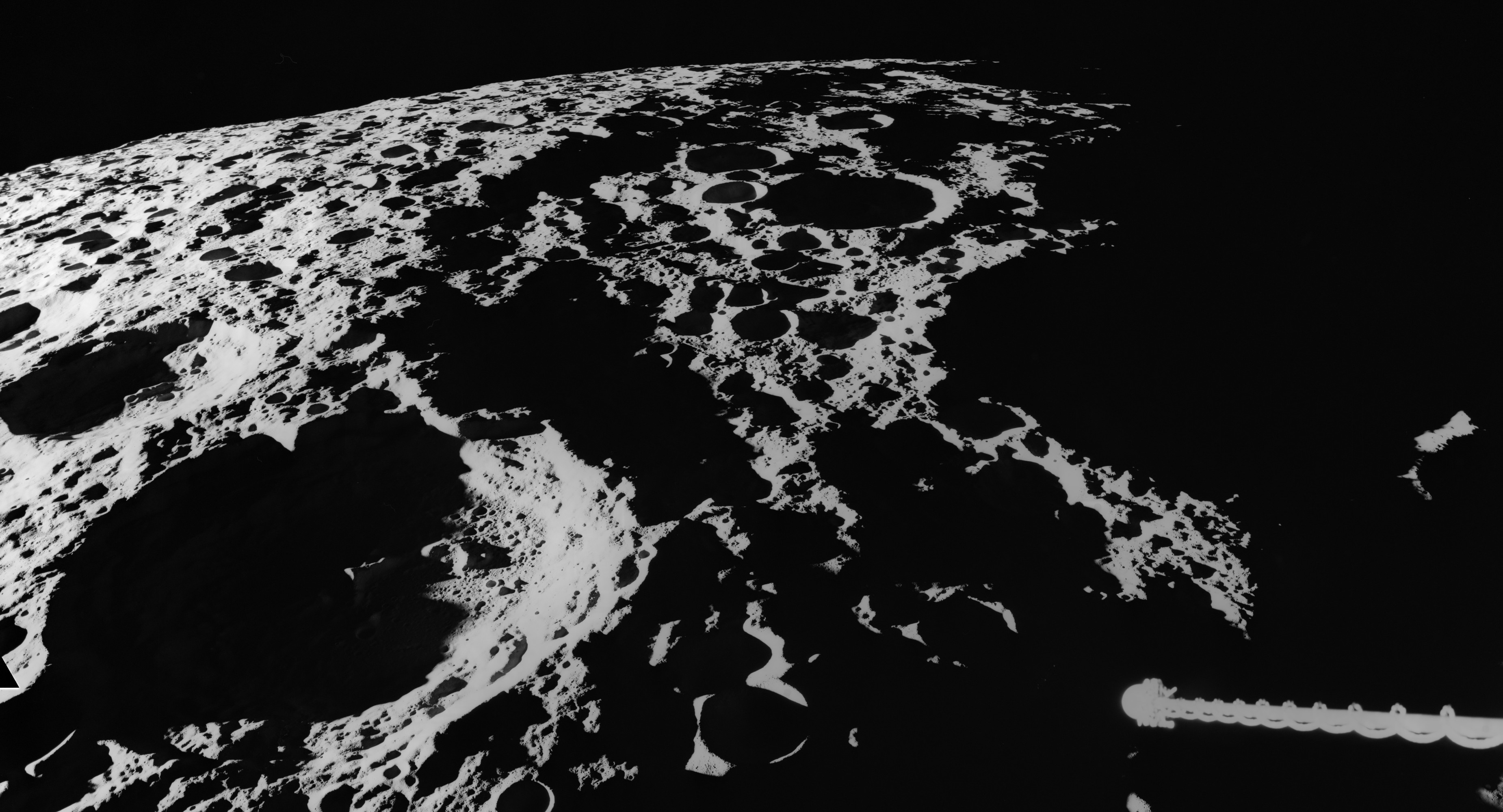
Vista del brocal del oeste de la cuenca en el ocaso lunar (Apolo 16). Spencer Jones aparece abajo a la izquierda, con el espectrómetro de rayos gamma de la aeronave abajo a la derecha.